# Kóstas Kadís
Costas Kadis, né le 30 août 1967 à Nicosie, est un homme politique chypriote.
Entre le 1er mars 2018 et le 1er mars 2023, il est ministre de l'Agriculture, du Développement rural et de l'Environnement dans le gouvernement Anastasiádis II.